# Catastrophe de l'aiguille du Midi
La catastrophe de l'Aiguille du Midi, l'un des plus graves accidents de l'histoire des remontées mécaniques en France, a eu lieu le 29 août 1961 quand une aile d'un avion de chasse de l'Armée de l'air française, un F-84 piloté par le capitaine Bernard Ziegler sectionne le câble tracteur du téléphérique de la Vallée Blanche à Chamonix (France), appelé aussi parfois téléphérique de l'Aiguille du Midi dans son extension au dessus de la Vallée Blanche, causant la chute d'un train de cabines et six morts près de l'Aiguille du Midi tandis que 80 autres victimes sont secourues de justesse après avoir passé une nuit glaciale suspendues à 3600 mètres d'altitude. La catastrophe fait la Une des journaux, télévisions et radios partout dans le monde.

## Circonstances
La catastrophe de l'Aiguille du Midi a lieu à 13 h 5, par temps très dégagé, sur le tronçon reliant la pointe Helbronner au sommet de l’aiguille du Midi, partie du parcours sur laquelle les rames de trois cabines s’enchaînent. Elle frappe, par hasard, le même jour que la première ascension du sommet du pilier central du Frêney, le « défi ultime des alpinistes du moment » et qui va « faire les gros titres de la presse », sur le versant sud du Mont-Blanc, au dessus de la ville italienne de Courmayeur. Cette première ascension est très disputée, entre la cordée des Anglais Bonington et Whillans, et celle des Français Desmaison, Pollet-Villard et Julien.

## Déroulement
Une famille allemande et deux Italiens seront les six morts du drame, quand un avion militaire de la 4e escadre de la base 116 de Luxeuil (Vosges) arrive à 900 km/h par l'ouest de la montagne et longe le flanc du massif du Mont-Blanc du Tacul, jusqu'au col du Midi puis plonge comme s'il allait s'écraser dans la Vallée Blanche, se redresse, et pique à nouveau vers l'arête de l'aiguille Verte. Au passage, il a sectionné la portion de câble tracteur entre les deux rames, de 24 millimètres de diamètre, perdant sous le choc son réservoir de largage. Des milliers de personnes, à Chamonix et dans le massif du Mont-Blanc, l'ont aperçu. L'avion est passé à 120 mètres au dessus du glacier, alors que « les règlements de sécurité interdisent le survol de cette région à moins de 400 mètres ».
Le câble porteur de 5 100 mètres, tendu entre l'aiguille du Midi et la frontière italienne du col du Géant, n'a pas été touché, mais les cabines ont commencé à tourner autour de lui, tandis que la rame de trois bennes, venue d'Italie, qui venait de franchir la gare du Gros-Rognon, en direction de l'aiguille du Midi, libérée de l’emprise du tracteur repart en arrière en roue libre, jusqu'à se fracasser contre la gare intermédiaire placée sur le gros rocher du Rognon, sorte de pylône naturel planté au milieu de la vallée Blanche, entraînant leur déraillement : les trois se décrochent et s’écrasent sur le glacier, 150 mètre plus bas. Les quatre Allemands, sont Rudolf Bormann, sa femme, Ann, leur fille Gisela et leur fils Renate, tandis que les deux Italiens sont Adolfi Biancoccini et son fils Sauro.

## Sauvetage
Les 80 autres passagers sont répartis tout au long de la ligne, dans les autres bennes, privées de câble tracteur mais toujours tenues par le câble porteur, à une altitude variant entre 150 et 230 mètres au-dessus du glacier, restent suspendus dans le vide, pour certains après que leur cabine ait dévalé 50 mètres le long du câble. Les derniers secourus attendront 19 heures, dont la nuit entière, dans les 2 mètres carrés de leur cabine à 3600 mètres d’altitude.
Décollant de la base aérienne du Bourget-du-Lac, deux Sikorski se joignent à l'Alouette-II de la gendarmerie nationale, sur le glacier de la Vallée Blanche, permettant de ramener les victimes à Chamonix, au fil de leur récupération. Des hélicoptères de Brétigny sont aussi appelés à l'aide.
Un aspirant guide chamoniard, Christian Mollier, a réussi à sauver sa cliente, qu'il a attachée avec sa corde de montagne au câble porteur, puis à faire une ligature pour maintenir en place le chariot de la cabine sur le câble, en se hissant sur son toit. Constatant que l'autre câble pendait dans le vide jusqu'au glacier, il glisse à bout de bras sur 150 mètres, touche le sol et remonte jusqu'à l'aiguille du Midi.
Du côté italien, les guides de Courmayeur tirent « sur ce qui restait du câble tracteur », parvenant à « ramener trois cabines près de la gare et à évacuer les occupants ». Les guides placent des projecteurs sur le glacier, afin de maintenir le moral des victimes et d'éviter toute panique, en communiquant avec elles.

## Enquête
L'avion piloté par le capitaine Bernard Ziegler est d'abord retourné à sa base aérienne de Luxeuil-les-Bains dans le massif des Vosges, où il est saisi pour l’enquête. Le pilote craint d'avoir touché un autre avion, piloté par son propre frère. L'enquête établit que « l'accident se produisit lors d'une mission opérationnelle à vue et sous contrôle radar », effectuée sur le trajet aller-retour entre Luxeuil et Annecy-Trévise, et que le capitaine Bernard Ziegler « avait ordre de voler à basse altitude pour échapper au radar ». Les experts relèvent l’absence de balisage du téléphérique de la Vallée Blanche et le fait que sa construction a été faite contre l’avis de la commission des sites, puis que cela n'a été régularisé qu'après-coup. Un an après la catastrophe, réuni à Dijon, le tribunal militaire de la région militaire acquitte le pilote,.